# Trilepida macrolepis
Trilepida macrolepis là một loài rắn trong họ Leptotyphlopidae. Loài này được Peters mô tả khoa học đầu tiên năm 1857.